# Sciami di dicchi dell'Uruguay

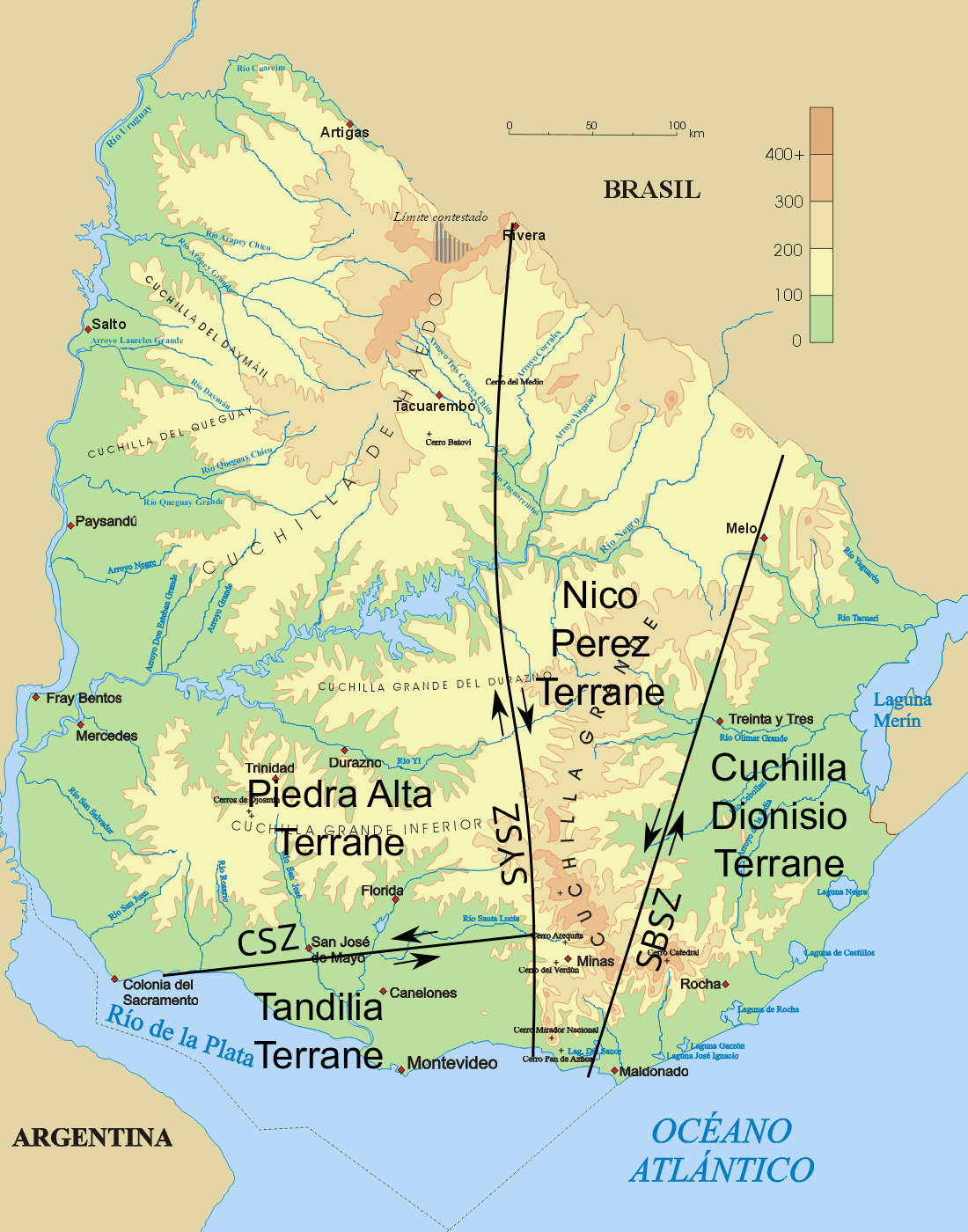
Zone di fratturazione e terrane dell'Uruguay.

Gli sciami di dicchi dell'Uruguay consistono di tre gruppi di dicchi risalente al Precambriano, che hanno intruso la crosta continentale del cratone del Río de la Plata e dell'orogenesi brasiliana in Uruguay. Gli sciami di dicchi includono lo sciame di dicchi Florida, lo sciame di dicchi Nico Perez e lo sciame di dicchi Treinta y Tres; la composizione va da mafica a intermedia e ogni gruppo è situato in un terrane dalla diversa costituzione tectono-stratigrafica.
Le rocce dello sciame Florida sono state estratte da cave sin dagli anni 1960 e utilizzate nell'industria delle costruzioni come conci di alta qualità, conosciuti sul mercato come "granito nero".
| Nome                            | Terrane intruso           | Età                       | Litologia                    | Orientamento         |
| ------------------------------- | ------------------------- | ------------------------- | ---------------------------- | -------------------- |
| Sciame di dicchi Florida        | Terrane Piedra Alta       | 1.790 ± 5 milioni di anni | andesite basaltica, andesite | NE-SW, E-W and NW-SE |
| Sciami di dicchi Nico Perez     | Terrane Nico Perez        | ca. 750 milioni di anni   | Basalto, andesite basaltica  | NNE-SSW              |
| Sciame di dicchi Treinta y Tres | Terrane Cuchilla-Dionisio | ca. 750 milioni di anni   | Basalto                      | NNE-SSW              |